# Sol Maneiro
Sol Maneiro Romero (Grenoble, Francia, 2 de noviembre de 1982) es una política, militante social y sindicalista uruguaya perteneciente al Movimiento de Participación Popular del Frente Amplio. 
Actualmente se desempeña como Representante Nacional de la L Legislatura

## Biografía
Sol Maneiro nació en Grenoble, Francia, durante el exilio de sus padres, quienes fueron presos políticos durante la dictadura cívico-militar uruguaya. 
En 1987 regresó junto a su familia al Uruguay, estableciéndose en el barrio Cerro de Montevideo.

## Trayectoria sindical y política
En su juventud participó activamente en el movimiento estudiantil del liceo N° 11 Bruno Mauricio de Zabala (Montevideo) y en las ocupaciones de 1996.
En 2013 comenzó a militar en el Frente Nacional de Trabajadores del MPP y fue parte de la fundación del sindicato del Club de Golf del Uruguay. Posteriormente, integró la Dirección Nacional de la Federación Uruguaya de Empleados del Comercio y Servicios (FUECYS), donde participó en negociaciones colectivas de distintos sindicatos y Consejos de Salarios.
Durante la pandemia de COVID-19, enfrentó simultáneamente un embarazo gemelar y la responsabilidad de integrar como suplente la lista 11 de la representación social de los trabajadores (ERT) en las elecciones sociales para integrar el Directorio del Banco de Previsión Social (BPS). Finalmente, la lista 11, encabezada por Ramón Ruiz, ganó con más de 343.00 votos.
Como integrante del ERT cuestionó los efectos de la reforma de la seguridad social impulsada por el gobierno de Luis Lacalle Pou, advirtiendo que “profundiza las inequidades de género” en el acceso a derechos.
Actualmente, integra la Dirección Nacional del Movimiento de Participación Popular (MPP) y milita en el comité Libertadores de la Coordinadora F del Frente Amplio.
De abril a mayo de 2025, integró la comisión especial de la Cámara de Diputados que aprobó el proyecto de ley para la reforma de la Caja de Jubilaciones y Pensiones de Profesionales Universitarios (CJPPU).
En julio de 2025, Maneiro fue designada una de las tres representantes del Frente Amplio de la Comisión Ejecutiva del diálogo social convocado por el Poder Ejecutivo para debatir reformas en seguridad social, cuidados y políticas sociales de largo plazo.

## Actividad parlamentaria
Es miembro de las siguientes comisiones parlamentarias:
- Comisión de Legislación del Trabajo y Seguridad Social (Cámara de Representantes)
- Comisión de Innovación, Ciencia y Tecnología (Cámara de Representantes)
- Comisión de Asuntos Laborales y Seguridad Social (Asamblea General)
- Comisión Especial de Seguimiento de las Garantías del Ejercicio de Derechos de las Infancias y las Adolescencias (Asamblea General)